# Lijst van burgemeesters van Halle
Dit is een lijst van meiers en burgemeesters van Halle, een stad in de Belgische provincie Vlaams-Brabant.

### Graafschap Henegouwen
| periode   | naam meier                      | opmerking |
| --------- | ------------------------------- | --------- |
| 1379      | Jehan Lisekin                   |           |
| 1435      | Nikolaas de la Vollée Jz.       |           |
| 1535      | Sidrach d'Ittre                 |           |
| 1536      | Mathieu de Wargny               |           |
| 1540      | Colard Wastean                  |           |
| 1542      | Jean du Spinoy                  |           |
| 1543      | Jean du Vivier                  |           |
| 1544      | Jean de Marsille                |           |
| 1547      | Pierre de Wambrechies           |           |
| 1553      | Pierre de Leekemberch           |           |
| 1556      | Nicolas Coels                   |           |
| 1560      | Machabée Cleren                 |           |
| 1565      | Michel Michault                 |           |
| 1571      | Jacques Souffye                 |           |
| 1587      | Machabée Cleren                 |           |
| 1589      | Sebastien Mertens               |           |
| 1602-1605 | Sebastien Mertens               |           |
| 1606-1609 | Anthoine Meulpas                |           |
| 1610      | Pierre Vandenhoeven             |           |
| 1611-1617 | Anthoine Meulpas                |           |
| 1618-1627 | Anthoine de Werimont            |           |
| 1633      | Meulpas                         |           |
| 1640      | François du Trieu               |           |
| 1644      | Jacques de Wargny               |           |
| 1646      | de Werimont                     |           |
| 1648-1649 | Jacques de Wargny               |           |
| 1655      | Balthazar le Merchier           |           |
| 1656      | Arnold De Bruyne                |           |
| 1657-1660 | de Wargny                       |           |
| 1661      | Adrien Prieels                  |           |
| 1662-1663 | de Wargny                       |           |
| 1665      | P. Van den Berghe               |           |
| 1666      | Josse Van den Berghe            |           |
| 1668-1684 | François Bourjat                |           |
| 1685-1690 | Arnould De Bruyne               |           |
| 1691-1693 | A. de Wargny                    |           |
| 1694-1696 | Albert De Ketelbuter            |           |
| 1697-1698 | Arnould De Bruyne               |           |
| 1699      | Albert De Ketelbuter            |           |
| 1705      | Louis van Bellinghen            |           |
| 1728      | Ferdinand de Wargny             |           |
| 1742      | van Bellinghen                  |           |
| 1751-1765 | François Louis Joseph de Wargny |           |
| 1773-1794 | Jacques Petre                   |           |

### Eerste Franse Republiek&Eerste Franse Keizerrijk
| periode   | naam burgemeester     | opmerking |
| --------- | --------------------- | --------- |
| 1795-1803 | Guillaume De Block    |           |
| 1803-1808 | Jacobus Carlier       |           |
| 1808-1814 | Henri-Joseph Nerinckx |           |

### Verenigd Koninkrijk der Nederlanden
| periode   | naam burgemeester | opmerking |
| --------- | ----------------- | --------- |
| 1814-1830 | Jacobus Carlier   |           |

### België
| periode   | naam burgemeester            | politieke partij | politieke partij  | opmerking                                                                            |
| --------- | ---------------------------- | ---------------- | ----------------- | ------------------------------------------------------------------------------------ |
| 1830      | Simon-Joseph Giblet          |                  |                   |                                                                                      |
| 1830-1835 | Jacobus Carlier              |                  |                   |                                                                                      |
| 1835-1840 | Gregoire-Joseph Blondeau     |                  |                   |                                                                                      |
| 1841-1844 | Hyacinthe Theodore Hannecart |                  |                   |                                                                                      |
| 1844-1848 | Joseph-Henri-Charles Muller  |                  |                   |                                                                                      |
| 1848-1856 | Emmanuel Decoster            |                  |                   |                                                                                      |
| 1857-1865 | Hubert Mussche               |                  |                   |                                                                                      |
| 1865-1878 | Joseph Giblet                |                  |                   |                                                                                      |
| 1878-1881 | Henri Claessens              | 0                | Liberale Partij   |                                                                                      |
| 1882-1890 | Emile Nerinckx               | 0                | Katholieke Partij | Pas benoemd bij Koninklijk besluit van 9 juli 1884, voorheen waarnemend burgemeester |
| 1891-1895 | Leopold De Boeck             | 0                | Liberale Partij   |                                                                                      |
| 1896-1901 | Louis Joseph Cuvelier        | 0                | Katholieke Partij |                                                                                      |
| 1901-1906 | Leopold De Boeck             | 0                | Liberale Partij   |                                                                                      |
| 1907-1921 | Charles Nerinckx             | 0                | Katholieke Partij |                                                                                      |
| 1921-1946 | Augustin De Maeght           | 0                | Katholieke Partij | 1941-1944 vervangen door oorlogsburgemeester Omer Bogemans (VNV)                     |
| 1947-1964 | Jan-Niklaas Devillé          | 0                | CVP               |                                                                                      |
| 1965-1970 | Louis De Grève               | 0                | PVV               |                                                                                      |
| 1971-1982 | Albert Devogel               | 0                | CVP               |                                                                                      |
| 1983-1994 | Marc Beckwé                  | 0                | CVP               |                                                                                      |
| 1995-2018 | Dirk Pieters                 | 0                | CD&V              |                                                                                      |
| 2019-2024 | Marc Snoeck                  | 0                | sp.a              |                                                                                      |
| 2024-     | Eva Demesmaeker              | 0                | N-VA              |                                                                                      |

Brussels Hoofdstedelijk Gewest:
Anderlecht · 
Brussel

Vlaanderen:
Aalst · 
Aarschot · 
Antwerpen · 
 Asse · 
Beernem · 
Bertem · 
Blankenberge · 
Brugge · 
Damme · 
De Haan · 
De Panne · 
Deerlijk · 
Deinze · 
Eeklo · 
Evergem · 
Galmaarden · 
Geraardsbergen · 
Gent · 
Halle · 
Hasselt · 
Herent · 
Herk-de-Stad · 
Herzele · 
Heusden-Zolder · 
Houthalen-Helchteren · 
Ichtegem · 
Kaprijke · 
Knokke-Heist · 
Kortemark · 
Kortenberg · 
Kortrijk · 
Leuven · 
Lichtervelde · 
Lievegem · 
Lokeren · 
Maldegem · 
Mechelen · 
Moerbeke-Waas · 
Ninove · 
Oostende · 
Oostkamp · 
Poperinge · 
Roeselare · 
Ronse · 
Sint-Lievens-Houtem · 
Sint-Niklaas · 
Sint-Truiden · 
Temse · 
Tielt · 
Tienen · 
Tongeren · 
Torhout · 
Veurne · 
Waregem · 
Wellen · 
Wetteren · 
Wichelen · 
Zaventem · 
Zedelgem · 
Zele · 
Zonhoven · 
Zottegem

Wallonië: 
Charleroi · 
's-Gravenbrakel · 
Morlanwelz · 
Ophain-Bois-Seigneur-Isaac